# Дивчибаре
Дивчибаре су градско насеље и познато планинско-туристичко место града Ваљева у Колубарском округу на планини Маљен. Према попису из 2022. било је 86 стално насељених становника.
Налази се 38 km јужно од Ваљева, а 107 km од Београда. То је планинско поље које се пружа од Црног врха, Паљбе, Голупца до Великог брда. Налази се на висини од 980 m надморске висине, а највиши врх је Краљев сто – 1.104 m.

## Историјат имена
Висораван је добила назив Дивчибаре илити девојачке баре у спомен на трагичну смрт једне младе девојке. Према народном предању, млада чобаница се несрећним случајем удавила у набујалој Црној каменици. Сам назив помиње се још давне 1476. године у турском попису Смедеревског санџака. Значајан податак за историју бање је тај да је књаз Милош Обреновић после Другог српског устанка од свог турског побратима Дели-аге откупио читаву висораван, са све торовима и другим зиданим објектима. Познато је да је књаз Милош често посећивао овај крај, обилазио чобане и контролисао њихов рад. У близини Господарских колиба био је извор хладне планинске воде, касније од народа прозван књаз Милошева чесма. У време аустријске владавине у делу Србије (од 1718. до 1739. године) преко Маљена је ишла граница између Аустрије и Турске. Све до краја 18. века и наш живаљ је Повлен, Маљен и Сувобор називао заједничким именом: Црна Гора. То се најбоље види из старих српских записа. Са крајем 18. века планине Повлен, Маљен и Сувобор губе своје заједничко име Карадаг, односно Црна Гора.

## Географски подаци
Маљен спада у рудне планине и припада Динарском планинском систему у северозападној Србији. Одликује се специфичним рељефом, а то је омогућило повољне климатске карактеристике, као и разноврстан и специфичан биљни и животињски свет. У централном делу Маљена се налазе Дивчибаре. Висови, који окружују Дивчибаре, их штите од ветрова, а и пружају видик на делове масива Маљена, као и ближу и даљу околину.

Највиши врх Маљена је Краљев сто 1103 m, други по висини је Црни врх 1098 m.
Висом Стражара Дивчибаре су подељена два дела: Дивчибаре у ужем смислу и Питомине. Овај вис је добио име у доба аустријске управе у северној Србији од 1718. до 1739. године. У то време је туда ишла граница између Аустрије и Турске, и ту је била аустријска гранична стража. Стражару су чинили хајдуци, становници околних села (углавном из села Крчмара). Са овог виса се види цело дивчибарско поље, остали висови Маљена, већи број планина и град Ваљево.
Ваљевске планине: Медведник, Јабланик, Повлен и Маљен спадају у рудне планине и оне су завршни масиви Динарског планинског система у северозападној Србији. Венац ових планина карактерише то што су оне, са изузетком Маљена, тесно међусобно повезане. Иако се често помиње да је Дивчибаре планина, у ствари је у питању поље које се налази на планини Маљен, а које се због свог специфичног рељефа и географског положаја посматра као засебна туристичка целина и као таква се представља свим заинтересованим туристима који желе да посете ову занимљиву дестинацију и уживају у свим њеним благодетима.

### Хидрографија
Кроз Дивчибаре теку углавном реке које припадају сливовима Колубаре и Западне Мораве:
- Буковска река
- Црна река
- Козлица
- Крчмарска река
- Црна Каменица

На Дивчибарама постоји мноштво извора:
- Жујан
- Хајдучка чесма
- Чубрица
- Студенац

## Туризам
Дивчибаре имају дугу историју бањског туризма. Имају многобројне висове са који се пружа невероватан поглед на Маљен, већи број планина, Ваљево и околину. Голубац, маљенски вис на висини 1044 m је обрастао мешовитом четинарском и листопадном шумом. Некада су шуме овог виса настањивали дивљи голубови одакле и потиче име.
Развијен је и зимски туризам са две ски стазе.
Ски стаза Црни врх, у оквиру Дивчибаре Ски Ресорт-а, налази се на северној страни Црног врха. На стазу је 2016. године уведен систем за вештачко оснежавање. Дужина стазе је 850 метара. Поседује двоседну жичару капацитета 1.200 скијаша на сат. Висинска разлика између врха и подножја стазе износи око 180 метара. Излазна станица жичаре налази се на надморској висини од 1.091 метар.
Стаза је средње тежине, убраја се у групу ски стаза црвене категорије и одговара вештијим скијашима.
Ски стаза Центар налази се у близини одмаралишта „Црни врх“, хотела Пепа и Дивчибарског замка. Протеже се на северним обронцима Црног врха у дужини од око 600 метара. Висинска разлика између врха и подножја стазе износи око 100 метара. На стази постоји ски лифт вучница (вучна сајла са тањиром који се ставља између ногу), а капацитет лифта је 700 скијаша на сат.
Када је реч о туризму, у питању је грана која је у овим крајевима западне Србије веома развијена, јер се последњих година у туризам значајно улаже, како би се направили сви потребни капацитети да приме све туристе који су расположени да дођу да упознају Србију и да се увере да она може бити значајан туристички центар региона, који ће бити све интересантнији наредних година.
Дивчибаре као значајна туристичка дестинација ваљевског краја данас је у могућности свим посетиоцима да обезбеди све садржаје, који су потребни да се лепо проведу и доживе једну другачију врсту одмора, коју ће дуго памтити. Одмор на Дивчибарама можете провести у хотелима којих у овим крајевима има довољно да приме све туристе који своје дане одмора желе да проведу баш овде на Дивчибарама.
С друге стране, Дивчибаре као и цео овај крај уосталом, има и развијен сеоски туризам, који свим посетиоцима може понудити једну потпуно нову перспективу, нови поглед на стари свет. Сва села су уређена у етно стилу, у складу са традицијом старих српских села, а понуда коју могу да обезбеде свим посетиоцима је и више него разноврсна. Осим уживања у правим природним, традиционалним специјалитетима, сви гости могу уживати и у дугим шетњама по природи, у јахању, риболову и свим другим сличним активностима, које вас могу потпуно ослободити стреса и нервозе. Док уживате у свим чарима Дивчибара, помислићете заиста да је време стало и да на свету не постоји ништа осим вас и тог дивног света на висоравни Дивчибаре у непосредној близини Ваљева.
- Туристички воз
- Дечије одмаралиште Стеван Филиповић
- Пијаца на Дивчибарама
- Црква Светог Пантелејмона
- Центар Дивчибара
- Поглед са видиковца
- Дивчибаре прелеп поглед

## Демографија
У насељу Дивчибаре живи 205 пунолетних становника, а просечна старост становништва износи 48,2 година (46,6 код мушкараца и 49,5 код жена). У насељу има 102 домаћинства, а просечан број чланова по домаћинству је 2,30.
Ово насеље је великим делом насељено Србима (према попису из 2002. године).
|             | \| Демографија[6] \| Демографија[6] \| Демографија[6] \| \| Година \| Становника \| Становника \| \| -------------- \| -------------- \| -------------- \| \| 1948. \| 39 \| \| \| 1953. \| 43 \| \| \| 1961. \| 58 \| \| \| 1971. \| 64 \| \| \| 1981. \| 172 \| \| \| 1991. \| 130 \| 130 \| \| 2002. \| 235 \| 235 \| \| 2011. \| 141 \| \| |            |
| Демографија | |            |
| Година      | Становника | Становника |
| 1948.       | 39 |            |
| 1953.       | 43 |            |
| 1961.       | 58 |            |
| 1971.       | 64 |            |
| 1981.       | 172 |            |
| 1991.       | 130 | 130        |
| 2002.       | 235 | 235        |
| 2011.       | 141 |            |

| Етнички састав према попису из 2002.‍ | Етнички састав према попису из 2002.‍ | Етнички састав према попису из 2002.‍ | Етнички састав према попису из 2002.‍ | Етнички састав према попису из 2002.‍ |
| ------------------------------------ | ------------------------------------ | ------------------------------------ | ------------------------------------ | ------------------------------------ |
|                                      |                                      |                                      |                                      |                                      |
| Срби                                 | Срби                                 |                                      | 227                                  | 96,59%                               |
| Црногорци                            | Црногорци                            |                                      | 2                                    | 0,85%                                |
| Словенци                             | Словенци                             |                                      | 1                                    | 0,42%                                |
| Југословени                          | Југословени                          |                                      | 1                                    | 0,42%                                |
| непознато                            | непознато                            |                                      | 3                                    | 1,27%                                |

| \| \| м \| \| \| ж \| \| ? \| 0 \| \| \| 0 \| \| 80+ \| 2 \| \| \| 2 \| \| 75—79 \| 5 \| \| \| 3 \| \| 70—74 \| 8 \| \| \| 8 \| \| 65—69 \| 9 \| \| \| 17 \| \| 60—64 \| 14 \| \| \| 18 \| \| 55—59 \| 14 \| \| \| 19 \| \| 50—54 \| 7 \| \| \| 10 \| \| 45—49 \| 7 \| \| \| 10 \| \| 40—44 \| 2 \| \| \| 3 \| \| 35—39 \| 6 \| \| \| 4 \| \| 30—34 \| 6 \| \| \| 5 \| \| 25—29 \| 2 \| \| \| 11 \| \| 20—24 \| 6 \| \| \| 6 \| \| 15—19 \| 6 \| \| \| 2 \| \| 10—14 \| 3 \| \| \| 2 \| \| 5—9 \| 9 \| \| \| 3 \| \| 0—4 \| 2 \| \| \| 4 \| \| Просек : \| 46,6 \| \| \| 49,5 \| |      |  |  |      |
| |      |  |  |      |
| | м    |  |  | ж    |
| ? | 0    |  |  | 0    |
| 80+ | 2    |  |  | 2    |
| 75—79 | 5    |  |  | 3    |
| 70—74 | 8    |  |  | 8    |
| 65—69 | 9    |  |  | 17   |
| 60—64 | 14   |  |  | 18   |
| 55—59 | 14   |  |  | 19   |
| 50—54 | 7    |  |  | 10   |
| 45—49 | 7    |  |  | 10   |
| 40—44 | 2    |  |  | 3    |
| 35—39 | 6    |  |  | 4    |
| 30—34 | 6    |  |  | 5    |
| 25—29 | 2    |  |  | 11   |
| 20—24 | 6    |  |  | 6    |
| 15—19 | 6    |  |  | 2    |
| 10—14 | 3    |  |  | 2    |
| 5—9 | 9    |  |  | 3    |
| 0—4 | 2    |  |  | 4    |
| Просек : | 46,6 |  |  | 49,5 |

| Година пописа     | 1948. | 1953. | 1961. | 1971. | 1981. | 1991. | 2002. |
| ----------------- | ----- | ----- | ----- | ----- | ----- | ----- | ----- |
| Број домаћинстава | 10    | 11    | 16    | 27    | 107   | 52    | 102   |

| Број чланова      | 1  | 2  | 3  | 4  | 5 | 6 | 7 | 8 | 9 | 10 и више | Просек |
| ----------------- | -- | -- | -- | -- | - | - | - | - | - | --------- | ------ |
| Број домаћинстава | 18 | 57 | 13 | 10 | 2 | 0 | 2 | 0 | 0 | 0         | 2,30   |

| Пол    | Укупно | Неожењен/Неудата | Ожењен/Удата | Удовац/Удовица | Разведен/Разведена | Непознато |
| ------ | ------ | ---------------- | ------------ | -------------- | ------------------ | --------- |
| Мушки  | 94     | 17               | 73           | 1              | 3                  | 0         |
| Женски | 118    | 20               | 73           | 17             | 6                  | 2         |
| УКУПНО | 212    | 37               | 146          | 18             | 9                  | 2         |

| Пол    | Укупно                    | Пољопривреда, лов и шумарство | Рибарство                            | Вађење руде и камена | Прерађивачка индустрија       |
| ------ | ------------------------- | ----------------------------- | ------------------------------------ | -------------------- | ----------------------------- |
| Мушки  | 30                        | 5                             | 0                                    | 1                    | 4                             |
| Женски | 26                        | 2                             | 0                                    | 0                    | 3                             |
| Укупно | 56                        | 7                             | 0                                    | 1                    | 7                             |
|        |                           |                               |                                      |                      |                               |
| Пол    | Производња и снабдевање   | Грађевинарство                | Трговина                             | Хотели и ресторани   | Саобраћај, складиштење и везе |
| Мушки  | 0                         | 1                             | 2                                    | 8                    | 4                             |
| Женски | 0                         | 0                             | 5                                    | 7                    | 0                             |
| Укупно | 0                         | 1                             | 7                                    | 15                   | 4                             |
|        |                           |                               |                                      |                      |                               |
| Пол    | Финансијско посредовање   | Некретнине                    | Државна управа и одбрана             | Образовање           | Здравствени и социјални рад   |
| Мушки  | 0                         | 0                             | 2                                    | 1                    | 0                             |
| Женски | 0                         | 2                             | 0                                    | 1                    | 0                             |
| Укупно | 0                         | 2                             | 2                                    | 2                    | 0                             |
|        |                           |                               |                                      |                      |                               |
| Пол    | Остале услужне активности | Приватна домаћинства          | Екстериторијалне организације и тела | Непознато            | Непознато                     |
| Мушки  | 0                         | 0                             | 0                                    | 2                    | 2                             |
| Женски | 0                         | 0                             | 0                                    | 6                    | 6                             |
| Укупно | 0                         | 0                             | 0                                    | 8                    | 8                             |

## Биљни свет
Дивчибаре су познате по ливадама са меком травом. Маљен је познат по четинарским шумама, бели и црни бор, јела, смрча, клека и планински бор. Шуме белог и црног бора су најзаступљеније. Шуме се јављају као шуме белог бора, шуме црног бора и шуме црног и белог бора. Ово је јединствен случај у Србији да бели бор формира шуме без учешћа црног бора. Планински бор је мање заступљен јер је његово станиште на надморској висини преко 2000 m. Листопадно дрвеће је исто заступљено, буква и бреза које образују шуме или саме или у заједници са четинарима. Ту се може још наћи и црни и бели јасен, храст, цер, обична леска, мечја леска, јасика, планинска ива, горски јавор, дивља крушка, граб. Дивчибаре су познате по различитим шумским и ливадским биљним заједницама. Ту још расте: нарцис, вресак, шафран, линцура, мајчина душица, босанска и јадранска перуника у разлишитим годишњим добима.
Ту су заступљени и шумски плодови који се користе у људској исхрани: шумска јагода, дивља малина и купина, боровница. Боровница расте као жбуње на целом пространству Маљена, али је највише има у шумама букве и јеле.
- Дивља ружа
- Мајчина душица
- Ливадско биље
- Ливадско биље
- Ливадско биље
- Дивчибаре биљни свет

## Животињски свет
Планина Маљен обилује изворима и текућим водама, као и богатим биљним светом. То све погодује развоју животињског света. Ту живе срне, зечеви, веверице. Некад је било дивље свиње, али се она поново јавља. Нађу се и куне белице и куне златице које су врло цењене због крзна. Сем длакаве дивљачи, овде је заступљена и перната дивљач, јаребица камењарка, велики шарени детлић, сеоски детлић, крстокљун, креја и планински славуј. Значајно је да планинског славуја у Србији има само на два станишта, од којих је једно Дивчибаре. Пошто има доста текуће воде, заступљен је и рибљи свет, кркуша, клен, златаћ, поточни рак.

## Галерија
- Поглед на Дивчибаре са ски стазе
- Црква Светог Пантелејмона
- Дрвена колиба на Дивчибарама
- Црни Врх висина 1096 метара
- Дивчибаре Чалачки поток
- Дивчибаре прелеп поглед са једног од планинских врхова Дивчибара
- Поглед са врха Паљевина
- Средњи ток Беле Каменице
- Поглед са Црног врха према Тометином пољу
- Поглед са Голупца према центру и новој ски стази
- Извор Црне реке на Љутом кршу
- Горњи ток Црне реке
- Поглед ка Црном врху
- Поглед са Црног врха ка југоистоку и Тометином пољу
- Поглед са Црног врха ка југоистоку и Тометином пољу
- Поглед према врху Голубац
- Дивчибарске ливаде детаљ
- Дивчибарске ливаде детаљ
- Дивчибарске ливаде детаљ
- Дивчибарске ливаде детаљ
- Простор испод хотела Маљен
- Простор испод хотела Маљен
- Црни врх - Поглед према југу ка месту Косјерић
- Велика Плећа - Дивчибарски борови
- Околина места Стражара
- Поглед према новој ски стази на Дивчибарама
- Црни врх - Поглед према месту Тометино поље